# Ghan
Ghan és un riu de Maharashtra.
Neix al nord de la vall del Penganga i corre en direcció nord, passant per Pimpalgaon i Nandwa, fins que desaigua al riu Purna. Localment és anomenat com Dnyan Ganga.